# Linus Torvalds
Linus Benedict Torvalds  , finski računalnikar, * 28. december 1969, Helsinki, Finska.
Torvalds je finski programer, poznan kot izumitelj operacijskega sistema Linux.

## Biografija
Linus je bil rojen na Finskem, staršema Anni in Nilsu Torvaldsu. Poimenovan je bil po Linusu Paulingu, ameriškemu nobelovemu nagrajencu za področje kemije. Izobraževal se je na univerzi v Helsinkih v letih 1988–1996. Diplomiral je na področju računalništva, z diplomsko nalogo: »Linux, prenosljivi operacijski sistem.«
Linus je izdelal Linux kot študentski projekt, za osnovo je vzel operacijski sistem Minix. Linus se je začel ukvarjati s Commodore VIC-20, nato s Sinclair QL, leta 1990 pa je začel uporabljati IBM PC.
Linus je poročen z Tove Torvalds, s katero ima 3 hčere: Patricio-Mirando, Danielo-Yolando in Celeste-Amando. Od leta 1996 do leta 2003 je delal v podjetju Transmeta. Od leta 2004 živi in dela v Portlandu, Oregon ZDA.